# BRAND-NEW SHINe
『BRAND-NEW SHINe』（ブランニュー シャイン）は、2023年4月2日から2025年3月30日までFM COCOLOで放送されていたラジオ番組。DJは西田新。

## 概要
2023年4月改編と共に、1998年にFM802デビューした西田新を同局からの移籍扱い（株式会社FM802は、FM802とFM COCOLOの1局2波体制で放送）でDJに起用した上で当番組を開始した。
当番組では、ヒットナンバーの数々をアメリカンDJスタイルで行っていた。海外音楽シーンの最新事情や、西田の出身地である奈良県のトピックス、神社仏閣にまつわるエトセトラまで、西田が得意とする情報もライブで交えて紹介していた。
2025年3月30日をもって終了。西田は同年4月より、FM802とFM COCOLOで同時放送を行う『FM802 & FM COCOLO DUAL MUSIC PROGRAM』の一つである『DAYBREAK』で引き続き早朝のラジオ番組を担当することになった。

## 放送時間
- 日曜 6:00 - 10:00